# System odpowiedzialności kontraktowej
System odpowiedzialności kontraktowej (chiń. 家庭联产承包责任制) – forma zarządzania uprawami rolnymi wprowadzona na chińskiej wsi na początku lat 80. i polegająca na przeniesieniu odpowiedzialności za wyprodukowanie określonych kwot żywności na poszczególne gospodarstwa domowe. Nowy system znosił nieefektywną odpowiedzialność zbiorową wprowadzoną wraz z kolektywizacją w latach 50. i stopniowo został zaadaptowany także poza rolnictwem, stając się ważnym elementem chińskich reform gospodarczych.
W maoistowskiej gospodarce chłopi mieli za zadanie wytworzyć określone kwoty produkcyjne, pracując w kolektywnych zespołach (生产队). Nadprodukcja, niezależnie od skali, nie była nagradzana, co wywoływało permanentne problemy z niedoborem żywności. Wraz z wprowadzeniem nowego systemu, kwoty zostały zredukowane, a chłopom umożliwiono sprzedawanie żywności na wolnym rynku. Dzięki temu na przełomie lat 80. i 90. znikły drastyczne problemy żywnościowe kraju, a standard życia się podniósł.

## Historia
System kontraktowy został po raz pierwszy wprowadzony w życie potajemnie przez chińskich chłopów ze wsi Xiaogang (小岗村) w prowincji Anhui w 24 listopada 1978 roku. Na skutek suszy 18 z nich postanowiło podzielić się ziemią, a jednocześnie ślubowało sobie milczenie, bo indywidualna forma gospodarowania była naruszeniem panującego prawa. Dokument stanowił m.in.: jeśli ktokolwiek z nas trafi do więzienia, inni będą odpowiedzialni za wychowanie jego dzieci póki ukończą one 18 rok życia. Oryginał potajemnej umowy jest obecnie przechowywany w Muzeum Narodowym w Pekinie.
Eksperyment bardzo się udał, a że trafił na czas politycznej odwilży, nowy system wypróbowano w 1979 roku w prowincjach Anhui i Syczuan. Rok później pochwalił go Deng Xiaoping. W dokumencie z 1 stycznia 1982 roku władze stwierdziły oficjalnie, iż praktyka ta przynależy do „kolektywistycznej ekonomii socjalistycznej”. W 1983 roku system kontraktowy został przyjęty przez ponad 93 proc. rolnych zespołów produkcyjnych.
Niemniej, ziemia rolna nadal pozostała własnością państwa.
Propozycja indywidualnego gospodarowania pojawiała się w ChRL już wcześniej. W 1962 r. Liu Shaoqi zaproponował politykę „trzech wolności, jednej odpowiedzialności” (三自一包), która miała być odpowiedzią na wielki głód w okresie wielkiego skoku. Zakładała ona przyznanie chłopom w użytkowanie ogródków przydomowych (自留地), prawa zbytu na wolnym rynku (自由市场) oraz samodzielności (自负盈亏), przy jednoczesnym złożeniu na ich barki odpowiedzialności za realizację wymaganych kwot (包产到户). W czasie rewolucji kulturalnej polityka Liu Shaoqi została skrytykowana jako „kroczenie drogą kapitalistyczną”.